# Ashley Range
Ashley Range est un ancien champ de tir de la Seconde Guerre mondiale situé dans la New Forest, dans le Hampshire, en Angleterre. Il se situe à environ 8 km au nord-ouest de Lyndhurst et 23 km à l'ouest de Southampton. La bombe rebondissante de Barnes Wallis utilisée dans l'Opération Chastise par les « Briseurs de barrages » (Dambusters) et la bombe Grand Slam y ont été testées.

## Aperçu
Le site a été utilisé pour développer un abri antiaérien plus efficace, construit sur cinq mois et demi pour un coût de 250 000 £. Une fois terminé, le site est devenu le premier à être soumis à l'effet dévastateur de la bombe du Grand Slam de Barnes Wallis, qui a été larguée à titre d'essai sur le site. Après la fin de la guerre, le site a été rendu à son état naturel et le bunker en béton a été enfermé dans un monticule de terre car il ne pouvait pas être démoli. Aujourd'hui, les visiteurs peuvent encore voir les cratères de bombes, un abri d'observation et des marques à la craie faites au sol pour aider les bombardiers à trouver leurs cibles.